# کریسمس عشق
کریسمس عشق (به انگلیسی: Christmas in Love) فیلمی محصول سال ۲۰۰۴ و به کارگردانی نری پارنتی است. در این فیلم بازیگرانی همچون کریستین دسیکا، دنی دویتو، ماسیمو بولدی، آنا ماریا باربرا، ران ماس، سابرینا فریلی، کریستیانا کاپوتوندی، توسکا داکوئینو، چزاره بوچی و آلنا شردووا ایفای نقش کرده‌اند.